# احمد اوزل
احمد اوزل (انگلیسی: Ahmet Özal؛ زادهٔ ۱ ژانویه ۱۹۵۵) کارآفرین، سیاست‌مدار و مدیر ارشد اجرایی اهل ترکیه است، که در سال ۲۰۰۸ گروه اوزل را تأسیس کرد.